# 133e session du Comité international olympique
La 133e session du Comité international olympique est une réunion du Comité international olympique qui se tient à Buenos Aires, en Argentine, du 8 au 9 octobre 2018, durant les Jeux olympiques de la jeunesse de 2018 dans la même ville.
À cette occasion, la phase de candidature pour les Jeux olympiques d'hiver de 2026 est ouverte, et la ville de Dakar au Sénégal est choisie pour accueillir les Jeux olympiques de la jeunesse de 2026. Lors de la 134e session, Thomas Bach avait réaffirmé sa préférence pour que la compétition ait lieu sur le continent africain.